# Bosco Pisano
Bosco Pisano este o arie protejată (arie specială de conservare — SAC, sit de importanță comunitară — SCI) din Italia întinsă pe o suprafață de 2.082 ha, integral pe uscat.

## Localizare
Centrul sitului Bosco Pisano este situat la coordonatele 37°10′25″N 14°51′46″E / 37.173611°N 14.862778°E.

## Înființare
Situl Bosco Pisano a fost declarat sit de importanță comunitară în septembrie 1995 pentru a proteja 1 specie de plante și 2 specii de animale. Situl a fost protejat și ca arie specială de conservare în decembrie 2017.

## Biodiversitate
Situată în ecoregiunea mediteraneană, aria protejată conține 10 habitate naturale: Păduri de Quercus suber, Păduri de Platanus orientalis și Liquidambar orientalis (Platanion orientalis), Păduri de stejar alb estice, Sarcopoterium spinosum phryganas, Grohotișuri termofile și vest-mediteraneene, Pseudostepă cu ierburi și specii anuale de Thero-Brachypodietea, Păduri de Quercus ilex și Quercus rotundifolia, Păduri de Olea și Ceratonia, Iazuri temporare mediteraneene, Galerii de Salix alba și de Populus alba.
La baza desemnării sitului se află mai multe specii protejate:
- plante (1): Ophrys lunulata
- reptile (2): țestoasă bănățeană (Testudo hermanni), elaphe situla (Zamenis situla)

Pe lângă speciile protejate, pe teritoriul sitului au mai fost identificate 24 de specii de plante, 4 specii de păsări, 3 specii de amfibieni, 2 specii de mamifere, 291 de specii de nevertebrate, 9 specii de reptile.